# Trichogrammatoidea nana
Trichogrammatoidea nana är en stekelart som först beskrevs av Leo Zehntner 1896.  Trichogrammatoidea nana ingår i släktet Trichogrammatoidea och familjen hårstrimsteklar. Inga underarter finns listade i Catalogue of Life.